# 卡拉万切尔区
卡拉班切区（西班牙語：Carabanchel）是西班牙首都馬德里的21個區之一，下轄有7個分区。卡拉班切區位於馬德里的西南郊。在西班牙內戰時期，卡拉班切區曾是激戰區。卡拉班切區也是西班牙人口最多樣的地區之一，移民人口比例較高(同乌塞拉区)
 维基共享资源上的相關多媒體資源：卡拉万切尔区